# 美貴恵三子
美貴 恵三子（みき えみこ）は、東京都出身のビジネスデザインコンサルタント、日米起業家、デザイナー、元映像プロデューサー。
米特許を個人取得した唯一の日本人女性(US6393745 B1を2002年5月28日承認) 、フューチャーパイレーツ・ロサンゼルス創立者、ハリウッドでVFXスタジオ・ナイトトライブを設立、有限会社ユニバーサルプランナー代表取締役。日本IBM在職中の2016年に(米)カリフォルニア州スタンフォード大学d.school教授よりUS IBM経由で、Enterprise Design Thinking Pratitionerの認定を受ける。

## 来歴
東京都生まれ。文部省交換留学生として高校時に留学。（米）ハイスクールを卒業後、青山学院女子短期大学英文学科卒業、在学中はテレビ番組レポーターとして、世界中を旅する。ラジオパーソナリティを務めた後、カウンターベリー大学院国際ビジネス学部を卒業。
ユダヤ人のパートナーと共に23％の出資株主として米国ニューヨーク州で起業、米テレビ番組版権売買、ブロードウェイ来日公演招聘契約を多数、締結。大手コンビニエンス・ストアでのチケット販売、テレビ局との広報パートナー戦略の初期ケースとなる。
カリフォルニア州ロサンゼルスでフューチャーパイレーツLAを創立。1996年に日本フューチャーパイレーツに売却合併後、ハリウッドでVFXスタジオ・ナイトトライブを設立。映画「スポーン」、3DIMAX、テレビコマーシャルなど多数の映像をプロデュース。短編CGアニメーション「Rave Art」が、国際的フェスティバルで準グランプリを受賞後、日本ではCG作品として、初の単館映画上映を果たし、ポニーキャニオンからDVD発売される。
帰国後、ユニバーサルプランナーを設立。(米) 特許取得の液晶パネル付きのバック「チビビジョン」を人メディア広告新規事業として展開し、「WIRED」マガジン、販促会議 、「THE DAILY YOMIURI」に掲載される。
2007年に見せるスマホバックの新作を東京コレクションで発表。AP通信を介して、CNN 、Foxニュースで放映され、ロイター通信では、マーベリックデザイナーと称される。 
現在、デザイン思考戦略を軸にエクゼクティブ・クリエィティブ・ディレクターとしてクロスボーダーの創造的問題解決に務める。

## 作品

### 映像作品
以下は、全てプロデュース
- 1994年 3DOゲームソフト『チキチキマシン猛レース 〜ケンケンとブラック魔王のイジワル大作戦〜』
- 1994年 映画「Cyborg3」（ワーナービジョン・エンターティメント）
- 1995年 映画「Strange Days」（Fox配給）
- 1995年 映画「Sleepstalker/サンドマン」（プリズム・エンターティメント）
- 1995年 映画「Virtuosity」　（パラマウント配給）
- 1996年 ビデオクリップ作品『Odyssey into Minds Eyes』
- 1996年 CAA/Intel インターアクティブロビー
- 1997年『Spawn』（New Line Cinema配給）
- 1997年 連続テレビドラマ『The Journey of Allen Strange』（ニコロディアン）
- 1997年 映画「Warriors of Virtue/カンフー・カンガルー」 (MGM配給)
- 1998年 Nissan コマーシャル Digital Domain
- 2004年 DVD『Cosmic Enigma』（ポニーキャニオン）
- 連続テレビドラマ「Buffy the Vampire Slayer」(ワーナーブラザーズ)
- 3D IMAX「Air Racer 3D」

版権作品（2000年以前）
- 「Tony Award」NHK」
- 「Kennedy center honors award」NHK
- 「Aruba Jazz Festival」WOWOW
- 「Paradise Island」NHK
- 「My Fair Lady」NHK
- 「チキチキマシーン猛レース」 ゲームキャラクター

ブロードウェイ講演招聘作品 
- 「Mama, I want to sing」
- 「Sound of Music」
- 「King and I」
- 「Song of Shiba」
- 「My fair Lady」

### 寄稿
- Rolling Stone Magazine FLASH (2011年5月24日号)

## その他

### 特許
- 2002年5月28日 取得『Display media back pack and method of visual display』[1]
- IBM認定エンタープライズデザイン思考コンサルタント[4]。
- 2005年2月04日申請「Image information display system and image information display method」

- 2013年06月17日申請　「スマホケースバッグ（Cell phone carrying case)」